# 浙江金温铁道开发有限公司

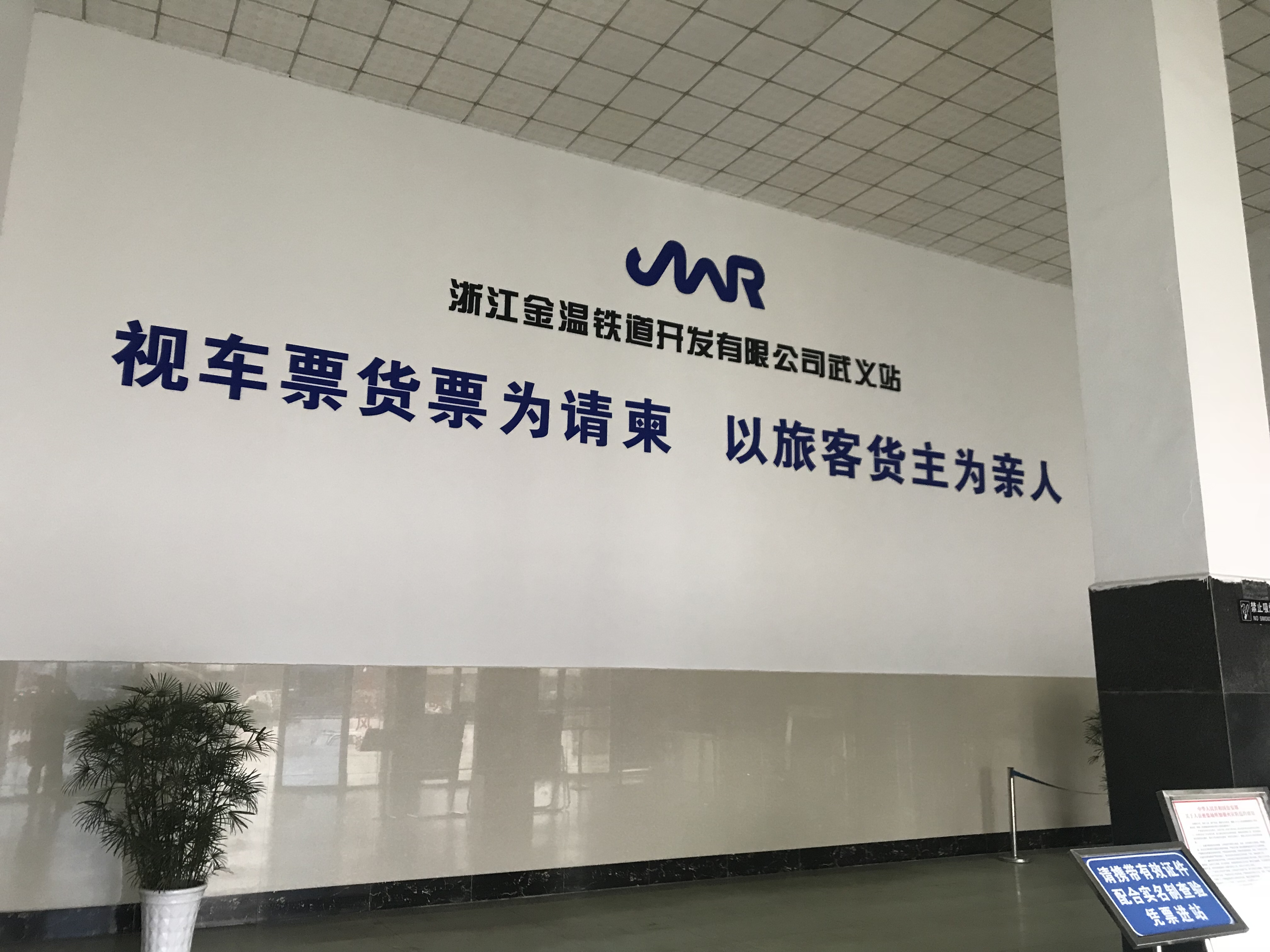
武义站进站大厅悬挂的金温公司核心价值理念：“视车票货票为请柬，视旅客货主为亲人

浙江金温铁道开发有限公司是由南怀瑾和浙江省人民政府组建的铁路运输企业，成立于1992年，是金温货线（原金温铁路）、乐清湾铁路和金台铁路的业主单位，承担金温货线部分旅客列车的客运乘务和金温货线所有列车的机车乘务工作。公司有45台内燃机车，233辆25G型客车。
未来公司有意推进衢丽铁路建设运营及金温货线电气化改造等项目。

## 历史

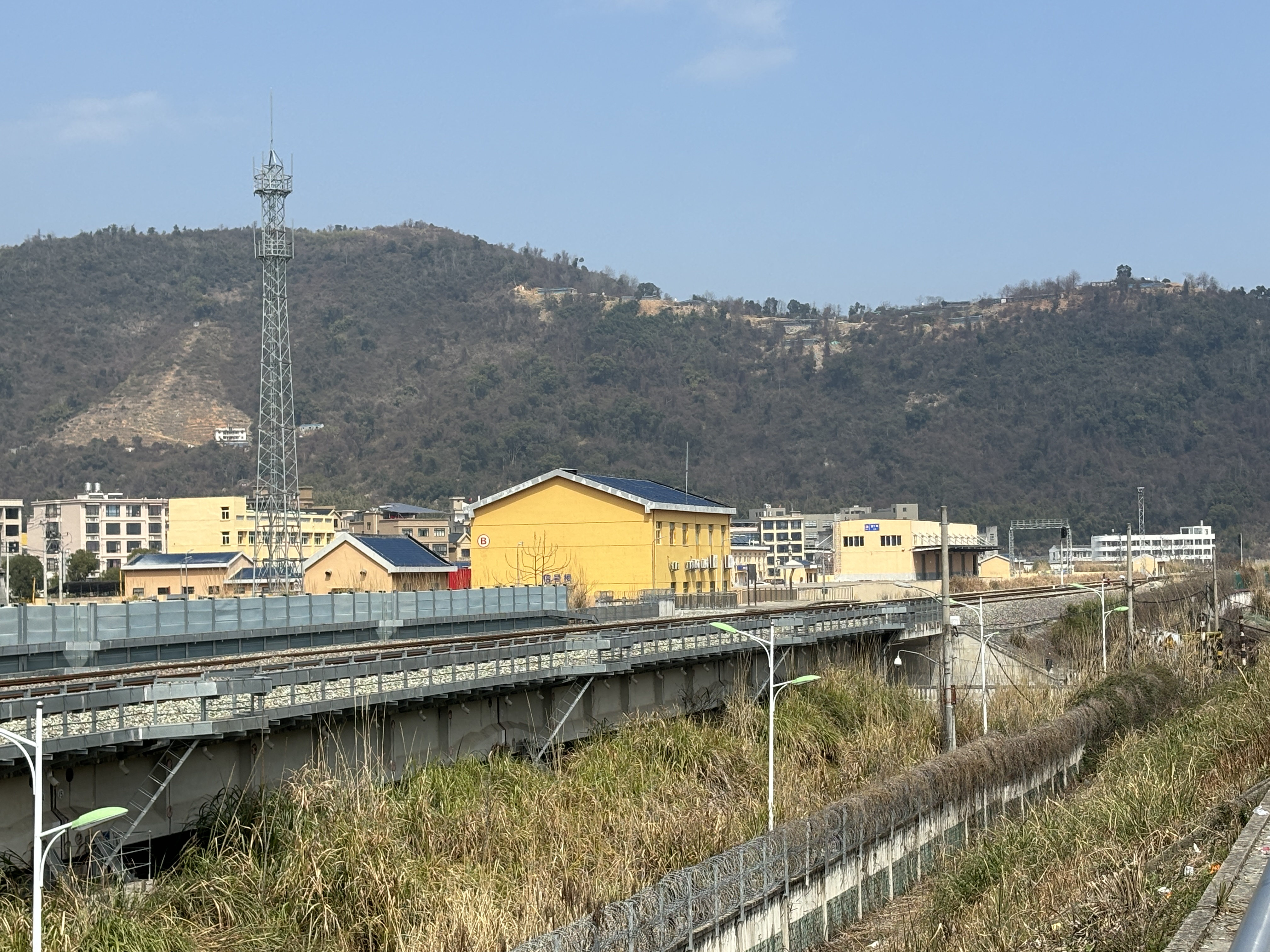
乐清湾铁路绅坊西站

1980年代中国政府实施改革开放政策以来，由于经济增长带来不断增加的客货运量，温州、丽水人大代表、政协委员代表人民群众多次提议兴建金温铁路，引起了浙江省委、省政府和国务院的高度重视。南怀瑾先生应允出资。
1989年2月，南怀瑾请贾亦斌为代表和温州市政府在上海初步商谈合作铁路。同年10月，派弟子李传洪等人在浙江与对方签订合作意向书。1991年9月，中华人民共和国国家计划委员会批准浙江省与香港联盈兴业有限公司合资建设金温铁路的可行性报告，开创了新中国内地与境外合资建设铁路的先例。1992年2月，南怀瑾的香港联盈兴业公司代表和浙江省副省长在港签订合资修建铁路合约，与浙江地方铁路公司合办浙江金温铁道开发有限公司。中间，向美国摩根士丹利融资1200万美元，成立股份公司。
1992年11月12日，浙江金温铁道开发有限公司正式成立，注册资金98870万元人民币：其中香港联盈兴业有限公司占80%股份，浙江省人民政府占20%。
1995年，由于南怀瑾方面融资困难，铁道部以30%的比例出资参与金温铁路建设。
1997年，金温铁路全线铺通，南怀瑾将全部股份转让浙江方面。1998年4月全线通车前夕，金温公司董事会尊重南怀瑾先生“功成身退，还路于民”的愿望，同意将香港联盈兴业有限公司在金温公司的股权转让给浙江省和原铁道部。2006年金温铁道浙江省部分股权归入新成立的浙江省铁路投资集团有限公司。2013年铁道部撤销，成立中国铁路总公司，继续持有金温公司。2016年原浙江省铁路投资集团归并到浙江省交通投资集团有限公司。
2015年底，新金温铁路开通后，金华南、丽水、青田三个共线车站移交金华车务段管理。金温公司加强与上海铁路局等专业处室的工作对接，参与行车组织等联调联试期间临时文件或作业办法的制定以减少对公司既有客货车运输秩序的干扰。工电部主动对接上海铁路局工务段并明确了3个共站的设备移交范围
2017年3月1日起，由于金华站站改导致金华地区运输组织模式转变，金温公司在和金华车务段、杭州机务段进行协调后在金华东站设立派班室，以使得设备进驻金华东站、机车进入金东机务折返段进行整备作业，同时金温公司机车乘务员入驻金华东公寓。
2020年8月14日，金温公司管理的乐清湾铁路通车运营。
2021年6月25日，金温公司管理的金台铁路通车运营。

## 营运
公司目前由浙江省交通投资集团与国铁集团合资经营，公司的董事长由浙江省委组织部任命，浙江省国资委派遣；而公司总经理则由上海局集团任命派遣。公司员工招聘与管理，按照浙江省国有企业模式，与前铁道部及现国铁的人事劳动管理体系无关。

## 公司结构

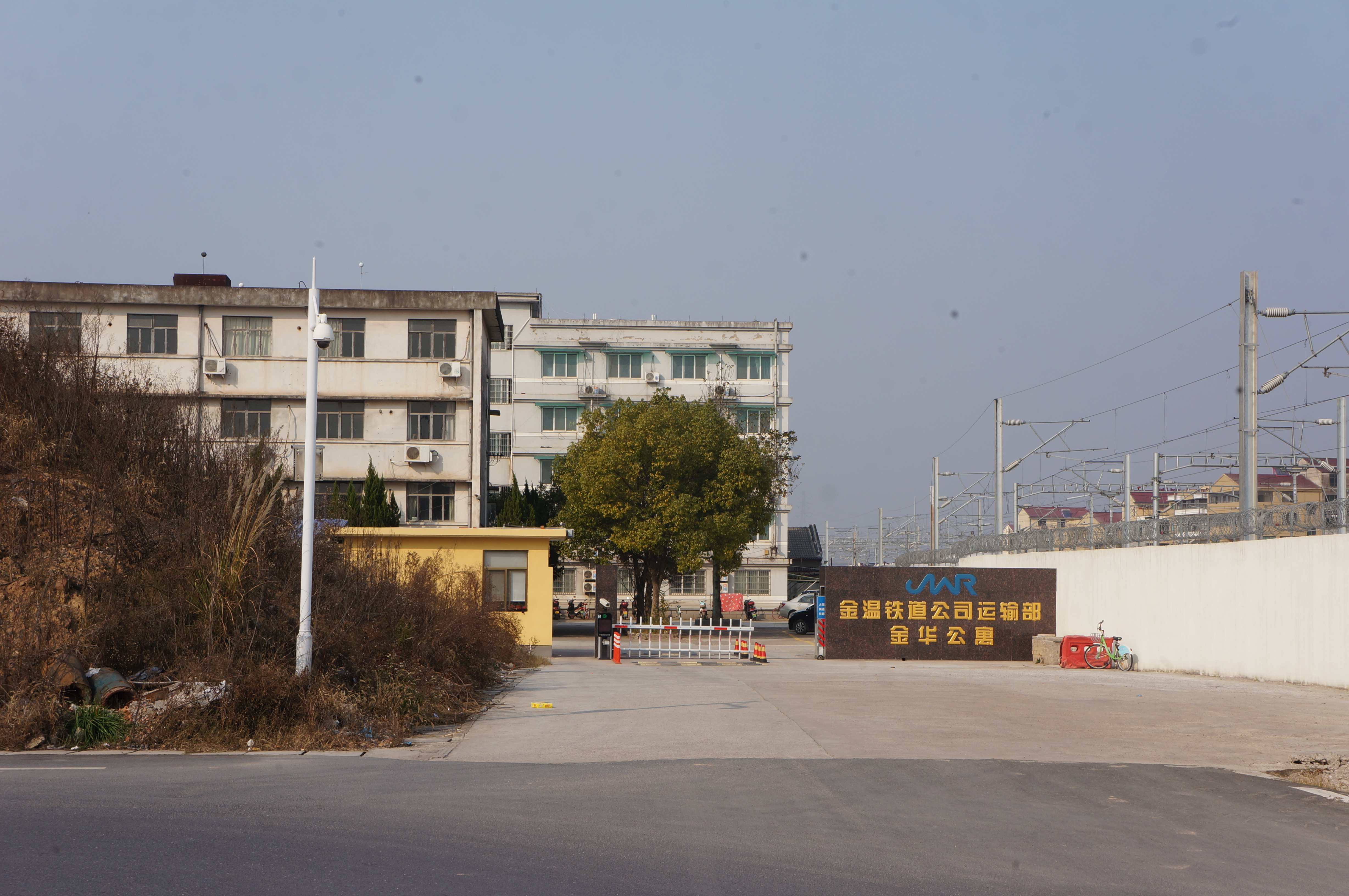
金温公司运输部金华公寓

浙江金温铁道开发有限公司下设六个部门，分别为办公室、劳动人事部、财务部、经济发展部和安全技术部，以及“生产四大部”运输部、客运部、机辆部、工电部。

### 运输部
运输部原下设调度所、机务、车辆、列车乘务和金南站、武义站、永康站、缙云站、丽水站、青田站、温州西站和温州站8个车站。其中，金华南站、丽水站和青田站在新金温铁路通车后改由上海铁路局金华车务段管辖，丽水车站于2015年12月更名浙江金温铁道开发有限公司货运中心丽水经营部，下辖小处、石帆、祯埠、南岸4个车站，2016年1月1日起又开始接管原由青田车站管辖的芝溪、船寮、良岸3个车站。目前运输部下辖车务单位为温州西站、青田东站、丽水经营部、缙云站、永康站、武义站、乐清湾站、仙居南站、临海东站等12个车站。

### 机辆部
金温公司机务备有東風4B型柴油機車、东风4D型柴油机车等机车，并留有金温铁道特色涂装。设温州西机务段（金温温段），并在金华南站设有金华南折返段。乐清湾铁路设乐清湾折返段。共配属47台柴油机车，其中东风4D有18台新车，同时对现有东风4B进行翻新。目前金温铁路全线机车交路由金温公司垄断，同时由于国铁的机车配属在沪昆线上的金华站（客机）和金华东站（货机）附近的上海局金华整备车间共用外，除担当14对普速旅客列车牵引任务外还对浙东地区货物列车进行担当牵引任务。所以在沪昆铁路东孝至金华区间也能看到金温公司的机车。
车辆备有中国铁路25G型客车，涂有类似于中国铁路25K型客车的特色涂装，车身涂有“金温铁路”标志。但随着中国铁路总公司推行的刷绿政策，特色涂装车厢越来越少。在温州站设有客整所进行日常检查。车辆还向铁道部租用数节中国铁路25B型客车，标记有金温公司的标志，但现已经报废。
金台铁路开通后公司，下属台州客整所、永康东折返所，负责整备金台铁路上运营的2组复兴号CR200J型电力动车组和台州市郊铁路运营的2组CRH6F-A型电力动车组。其中CR200J在原由绿色涂装基础上印有“浙江交通集团·金台铁路”的标志；台州市郊铁路列车的2组CRH6F-A型动车组则披有“山海蓝”和“金秋黄”两种主色调涂装。

### 客运部
金温铁道公司客运部，主要承担温州站、列车乘务等日常客运生产经营管理以及金温铁道公司全线客运管理，下设列车乘务、客运、行车、客运业务室等6个科室作业区。乘务科室主要承担温州开往广州、成都、贵阳、太原、青岛等5个方向以及金台铁路城际、市郊列车的旅客运输任务。
截至2021年7月，浙江金温铁道开发有限公司担当以下列车的客运乘务工作：
- K328/325、K326/327次列车：运行区间温州至广州，该车与广铁集团广州客运段隔日交替担当[26]。
- K944/941、K942/943次列车：运行区间温州至贵阳。
- K1256/1257、K1258/1255次列车：运行区间温州至成都西。
- K1396/1397、K1398/1395次列车：运行区间温州至太原。
- K1050/1051、K1052/1049次列车：运行区间温州至青岛北。[27]
- C471—C478次列车：运行区间永康南至台州西[28]
- S2601-2612次列车：运行区间台州西至仙居南[29][30]
- S2623-2632次列车：运行区间头门港至临海南
- S2621次列车：运行区间临海南至台州西

- K328/325、K326/327次列车水牌
- K1396/1397、K1398/1395次列车水牌
- K1050/1051、K1052/1049次列车水牌
- K944/941、K942/943次列车与K1256/1257、K1258/1255次列车水牌

### 工电部
工电部负责铁路的设备维护，相当于中国铁路体系的工务段和电务段。
- 桥隧作业区：青田桥隧工区、丽水桥隧工区、武义桥隧工区、隧道检查工区
- 信号作业区：温州信号工区、温西信号工区、青田信号工区、丽水信号工区、永康信号工区、金南信号工区、车载设备检测
- 温州工务作业区：下设十个工务工区，一个路基工区，一个道口工区。
- 丽水工务作业区：下设八个工务工区，一个路基工区，一个探伤工区。
- 金华工务作业区：下设九个工务工区，一个路基工区，一个道口工区。
- 通信作业区：温西通信工区、青田通信工区、丽水通信工区、永康通信工区、金南通信工区
- 电力作业区：温西供电所、青田供电所、丽水供电所、永康供电所、金南供电所